# سحلية كناريا الكبرى العملاقة
سحلية كناريا الكبرى العملاقة (الاسم العلمي: Gallotia stehlini)، نوع من السحالي المنتمية إلى فصيلة السحالي الحقيقية. موطنها جزيرة كناريا الكبرى.